# Cai Hegermann-Lindencrone (teaterdirektör)
Cai Ditlev Hegermann-Lindencrone, född 21 oktober 1881 i Florens, död 1 augusti 1947 i Gentofte, var en dansk ämbetsman och teaterchef.
Cai Hegermann-Lindencrone var son till Johan Hegermann-Lindencrone. Han avlade juristexamen 1905, var 1908–1938 anställd i undervisningsministeriet, från 1931 som kontorschef. År 1938 utnämndes Hegermann-Lindencrone till chef för Det Kongelige Teater, vilken befattning han innehade till sin död. Han är främst känd för att lyckats bibehålla en dansk nationell linje i sin teater under andra världskriget.

## Utmärkelser
- Riddare av Dannebrogorden,  1924[1]
- Dannebrogsmännens hederstecken,  1934[1]

[Redigera Wikidata]